# Polonistyka na University of Wisconsin-Madison

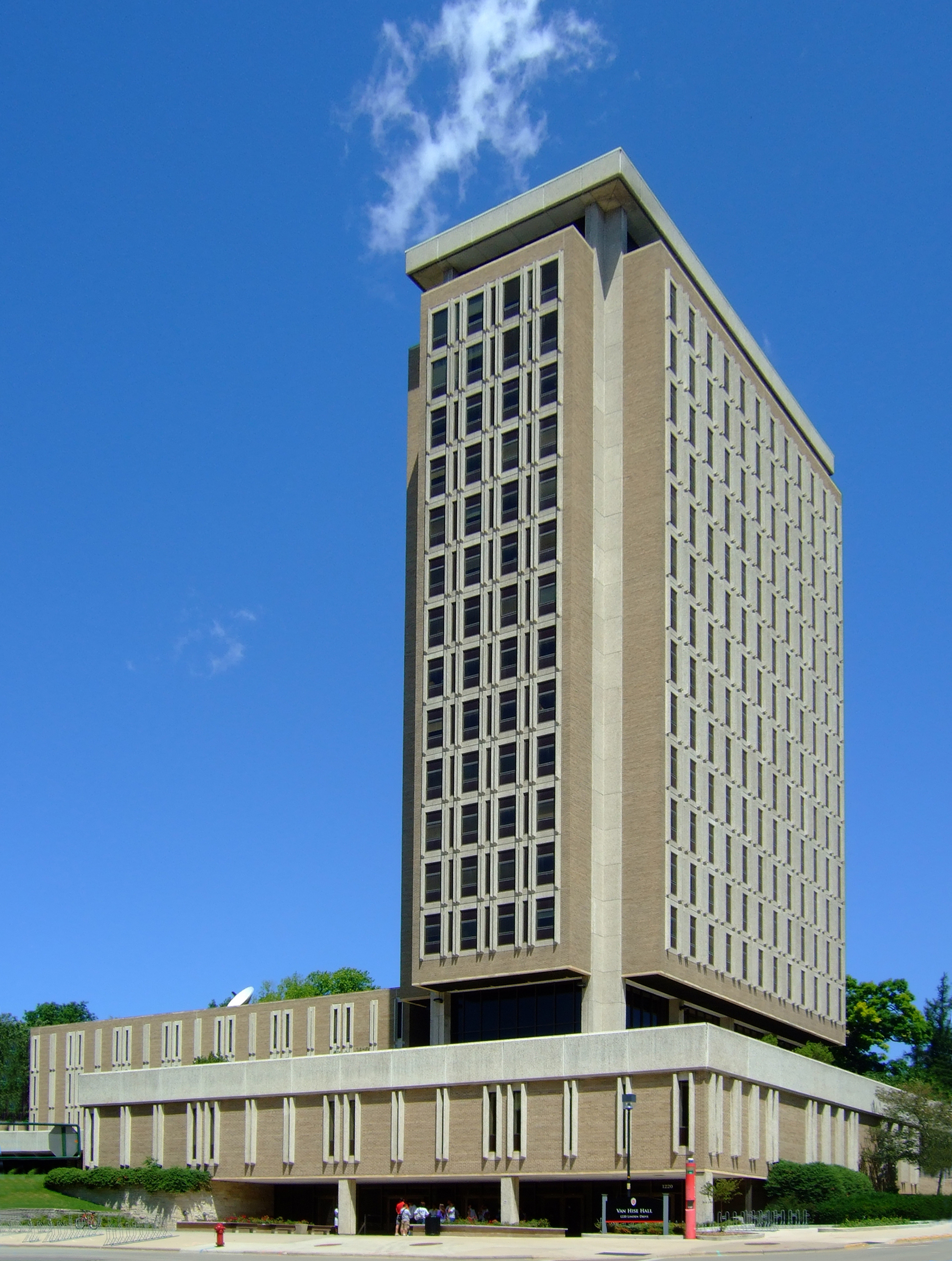
Van Hise Hall – siedziba Department of Slavic Languages and Literature UW–Madison

Polonistyka na University of Wisconsin-Madison – najstarszy program nauczania języka polskiego, polskiej literatury i kultury w Stanach Zjednoczonych, katedra (zakład) i część składowa slawistyki na University of Wisconsin-Madison (UW–Madison).

## Historia polonistyki na University of Wisconsin-Madison
Filologia polska na UW–Madison (ang. Polish Studies Program) jest najstarszą polonistyką w Stanach Zjednoczonych, a jej tradycje sięgają lat 30. XX w. W 1935 r. ustawodawcy stanu Wisconsin oraz czołowe postaci miejscowej Polonii (polsko-amerykańskiej społeczności) zażądały, aby University of Wisconsin-Madison rozpoczął zajęcia z języka polskiego. Uzyskawszy środki finansowe na funkcjonowanie nowego instytutu, w 1936 r. otworzono Instytut Filologii Polskiej (ang. Department of Polish), który później przekształcił się w Instytut Filologii Słowiańskiej. Pierwsze zajęcia języka polskiego na UW–Madison odbyły się w semestrze jesiennym 1936 r. i są tam prowadzone do tej pory. Zajęcia były początkowo prowadzone przez profesorów wizytujących, którymi kolejno byli: prof. dr Jerzy Kuryłowicz z Uniwersytetu Lwowskiego (1936), prof. dr Witold Doroszewski z Uniwersytetu Warszawskiego (1936–1937) i prof. dr Józef Birkenmajer (1937–1939).
Pierwszymi kierownikami jednoosobowej wówczas Katedry Polonistyki byli Witold Doroszewski i Józef Birkenmajer. W 1939 r. kolejnym pracownikiem polonistyki na UW–Madison, a następnie jej kierownikiem, został prof. dr Edmund Zawacki, który sprawował tę funkcję do 1960 r., pozostając pracownikiem tamtejszej slawistyki przez kolejne osiemnaście lat. Po przejściu na emeryturę, następczynią Zawackiego w 1978 r. została Lillian Vallee, która pozostała na tym stanowisku przez następne cztery lata. Od 1982 r. funkcję kierowniczki polonistyki na UW–Madison objęła prof. dr Halina Filipowicz, która piastowała tę funkcję aż do jej przejścia na emeryturę. W 2019 r. na tym stanowisku został zatrudniony dr Łukasz Wodzyński.
W 1942 r. Katedra Polonistyki (ang. Department of Polish) zmieniła nazwę na Katedrę Slawistyki (ang. Department of Slavic Languages), wprowadzając do programu nauczania zajęcia z języka rosyjskiego. W kolejnych latach tamtejsza slawistyka poszerzyła swoją ofertę dydaktyczną o zajęcia z języka staro-cerkiewno-słowiańskiego, serbsko-chorwackiego, bułgarskiego, czeskiego, a także z języków tureckich (turkijskich): tatarskiego, kazachskiego i uzbeckiego. Od 1993 r. lektorką języka polskiego na Uniwersytecie w Madison jest Ewa Miernowska. W 1995 r. ustanowiona została nagroda nazwana imieniem Zawackiego (ang. Edmund I. Zawacki Award), przyznawana studentom za „wybitne osiągnięcia w nauce języka polskiego, polskiej literatury i kultury”. Obecnie, tamtejsza polonistyka wchodzi w skład Instytutu Filologii Niemieckiej, Skandynawskiej i Słowiańskiej (ang. Department of German, Nordic, and Slavic+), w ramach którego – oprócz wymienionych specjalizacji – prowadzone są także zajęcia z folkloru.
W 2011 r. slawistyka na UW–Madison otrzymała prestiżowe wyróżnienie w ramach Nagrody Polonicum, przyznawanej zagranicznym ośrodkom naukowym i badaczom przez Centrum Języka Polskiego i Kultury Polskiej dla Cudzoziemców przy Uniwersytecie Warszawskim za „wybitne osiągnięcia w krzewieniu języka polskiego oraz wiedzy o polskiej kulturze i historii na świecie”. Polonistyka na UW–Madison otrzymała wówczas jednogłośnie wyróżnienie za zaangażowanie w kształcenie i popularyzację kultury polskiej wśród szerszej grupy odbiorców.

## Kierunek filologia polska na University of Wisconsin-Madison
University of Wisconsin-Madison pozostaje jednym z zaledwie kilku amerykańskich uniwersytetów, które oferują ten kierunek. Filologia polska jest obecnie jednym z czterech kierunków głównych (tzw. undergraduate major) oferowanych przez Instytut Filologii Niemieckiej, Skandynawskiej i Słowiańskiej, z którego studenci mogą uzyskać dyplom studiów licencjackich (tzw. Bachelor’s degree). W ramach kierunku filologia polska, studenci University of Wisconsin-Madison mają do wyboru zajęcia z praktycznej nauki języka polskiego jako obcego na czterech poziomach zaawansowania (łącznie osiem semestrów), literatury, filmu, oraz szeroko pojętej kultury polskiej. Dla studentów zainteresowanych studiowaniem tych przedmiotów dostępne jest stypendium im. Michaela i Emily Lapinskich, które zapewnia środki na częściowe (od 500 dolarów wzwyż) lub całkowite pokrycie kosztów czesnego. Jednym z warunków uzyskania tego stypendium jest zapisanie się na zajęcia z języka polskiego, polskiej literatury lub kultury na UW–Madison. Stypendium zostało ufundowane w 2002 r. przez nieżyjącą już Leonę Lapinski Leute w celu pogłębieniu znajomości języka polskiego, literatury polskiej i kultury polskiej wśród studentów UW–Madison.
Przedmioty wykładane w ramach filologii polskiej na UW–Madison w ostatnich dwóch latach:
- semestr wiosenny 2019 r.
  - Slavic 112 Second Semester Polish
  - Slavic 472 Historia literatury polskiej po roku 1863 (z językiem wykładowym polskim)
- semestr jesienny 2019 r.
  - Slavic 207 Third Semester Polish
  - Slavic 277 Third Year Polish I
  - Slavic 278 Third Year Polish II
  - Slavic 301 Introduction to Intensive Polish
  - Slavic 331 Fourth Year Polish I
  - Slavic 332 Fourth Year Polish II
  - Slavic 470 Love and Death at the Heart of Europe: Polish Literature in Translation
- semestr wiosenny 2020 r.
  - Slavic 208 Fourth Semester Polish
  - Slavic 277 Third Year Polish I
  - Slavic 304 Fourth Semester Intensive Polish
- semestr jesienny 2020 r.
  - Slavic 111 First Semester Polish
  - Slavic 245 History and Ethics on Film: Polish Cinema
  - Slavic 245 Migrant Nation: The Polish American Cultural Experience
  - Slavic 277 Third Year Polish I
  - Slavic 278 Third Year Polish II
  - Slavic 301 Introduction to Intensive Polish
  - Slavic 305 Fifth Semester Intensive Polish
  - Slavic 331 Fourth Year Polish I
  - Slavic 332 Fourth Year Polish II

Katalog przedmiotów wykładanych w ramach filologii polskiej na UW–Madison w ostatnich latach:
- w zakresie praktycznej nauki języka polskiego jako obcego
  - Slavic 111 First Semester Polish
  - Slavic 112 Second Semester Polish
  - Slavic 207 Third Semester Polish
  - Slavic 208 Fourth Semester Polish
  - Slavic 277 Third Year Polish I
  - Slavic 278 Third Year Polish II
  - Slavic 301 Introduction to Intensive Polish
  - Slavic 304 Fourth Semester Intensive Polish
  - Slavic 305 Fifth Semester Intensive Polish
  - Slavic 306 Sixth Semester Intensive Polish
  - Slavic 331 Fourth Year Polish I
  - Slavic 332 Fourth Year Polish II
- w zakresie literatury, filmu i kultury polskiej
  - Littrans 215 Polish Literature in Translation: 14th to the Mid-19th Century
  - Littrans 218 Polish Literature in Translation: Late 19th and 20th Centuries
  - Littrans 247 Taboo Topics in Polish Literature and Culture
  - Littrans 471 Polish Literature (in Translation), Middle Ages to 1863
  - Littrans 473 Polish Literature (in Translation) since 1863
  - Littrans 475 Polish Romantic Tradition in Translation
  - Slavic 245 History and Ethics on Film: Polish Cinema
  - Slavic 245 Migrant Nation: The Polish American Cultural Experience
  - Slavic 245 Representing the Holocaust in Poland: Ethical Issues
  - Slavic 302 Zarys historii literatury polskiej (z językiem wykładowym polskim)
  - Slavic 307 Study Abroad in Poland
  - Slavic 308 Polish Culture and Area Studies on Study Abroad
  - Slavic 361 Living at the End of Times: Contemporary Polish Literature and Culture
  - Slavic 470 Historia literatury polskiej do roku 1863 (z językiem wykładowym polskim)
  - Slavic 470 Love and Death at the Heart of Europe: Polish Literature in Translation
  - Slavic 472 Historia literatury polskiej po roku 1863 (z językiem wykładowym polskim)

## Madison Polish Film Festival
Sztandarowym przedsięwzięciem pracowników i studentów polonistyki na UW–Madison, a także przedstawicieli lokalnej Polonii, jest coroczny festiwal filmowy – Madison Polish Film Festival. Festiwal, zainicjowany przez lektorkę języka polskiego Dr. Ewę Miernowską, jest współorganizowany przez Stowarzyszenie Polskich Studentów (Polish Student Association) na UW–Madison oraz tamtejszą slawistykę przy wsparciu lokalnej organizacji polonijnej (Polish Heritage Club of Madison) oraz szeregu organizacji uniwersyteckich. Pierwsza edycja festiwalu odbyła się w 1991 r. Madison Polish Film Festival jest jednym z najstarszych festiwali filmowych organizowanych przez studentów University of Wisconsin-Madison. Przez 25 lat trwania festiwalu widzowie obejrzeli ponad 120 polskich filmów, a sam festiwal jest ważnym wydarzeniem dla przedstawicieli miejscowej Polonii oraz lokalnej społeczności. Wstęp na festiwal jest bezpłatny. Festiwal ma na celu promocję najnowszych filmów autorstwa polskich twórców filmowych, wyświetlanych z angielskimi napisami. W 2010 r. gościem specjalnym festiwalu był reżyser Filip Bajon, którego film Śluby panieńskie zainicjował ówczesną edycję festiwalu. W 2013 r. zaprezentowane filmy obejrzało ponad 400 osób, w 2015 r. – ponad 600 osób, a rok później – ponad 500. W ramach festiwalu pokazywane były m.in. takie filmy, jak Testosteron (reż. Tomasz Konecki i Andrzej Saramonowicz), Różyczka (reż. Jan Kidawa-Błoński) i Planeta singli (reż. Mitja Okorn). W listopadzie 2020 r. ogłoszono, że tegoroczna edycja Madison Polish Film Festival odbędzie się w całości online 5–6 grudnia.
Lista filmów zaprezentowanych na Madison Polish Film Festival w 2018 r.
- Szczęście świata (reż. Michał Rosa)
- Kamerdyner (reż. Filip Bajon)
- Dywizjon 303. Historia prawdziwa (reż. Denis Delić)
- Najlepszy (reż. Łukasz Palkowski)

Lista filmów zaprezentowanych na Madison Polish Film Festival w 2019 r.
- Pan T. (reż. Marcin Krzyształowicz)
- Zabawa, zabawa (reż. Kinga Dębska)
- Podatek od miłości (reż. Bartłomiej Ignaciuk)
- Kler (reż. Wojciech Smarzowski)

Lista filmów ogłoszonych w ramach Madison Polish Film Festival w 2020 r.
- Jak najdalej stąd (reż. Piotr Domalewski)
- Żelazny most (reż. Monika Jordan-Młodzianowska)
- Ikar. Legenda Mietka Kosza (reż. Maciej Pieprzyca)

## Polish Student Association na UW–Madison
Na University of Wisconsin-Madison działa Polish Student Association (PSA), organizacja studencka zrzeszająca studentów polskiego pochodzenia oraz wszystkich studentów UW–Madison zainteresowanych językiem polskim, polską historią i kulturą bez względu na kierunek czy stopień studiów, język lub pochodzenie. Organizacja ma na celu promowanie oraz podnoszenie świadomości na temat szeroko pojętej polskiej kultury. Oprócz współorganizowania corocznego polskiego festiwalu filmowego (Polish Film Festival), PSA organizuje także regularne spotkania dla osób mówiących w języku polskim (tzw. language table), wycieczki do Milwaukee i Chicago, koncerty i spotkania z polską muzyką, wspólne posiłki, gry i inne wydarzenia o charakterze towarzysko-popularyzatorskim. W roku akademickim 2020/2021 funkcję prezydenta Polish Student Association sprawuje Aleksandra Grulkowski, a jej zastępczynią jest Marta Kowalik.